# Антон Шипулин
Антон Шипулин е руски биатлонист. Сестра му Анастасия Шипулина-Кузмина също е успешна биатлонистка.

## Биография
Роден е в Тюмен на 21 август 1987 г. Женен е и живее в Екатеринбург.

## Кариера
Шампион е на Европейското първенство по биатлон (юноши) през 2008 г.
Заедно с други биатлонисти, печели златен медал на олимпиадата в Сочи през 2014 г.